# Tegal Tugu
Tegal Tugu is een bestuurslaag in het regentschap Gianyar van de provincie Bali, Indonesië. Tegal Tugu telt 2625 inwoners (volkstelling 2010).